# Rorregg
Die Herrschaft Rorregg war eine Grundherrschaft im Viertel ober dem Manhartsberg im Erzherzogtum Österreich unter der Enns, dem heutigen Niederösterreich.

## Ausdehnung
Die Herrschaft, welcher auch die Herrschaften Isper, Wimberg und ein Teil des Gutes Rottenhof angehörten, umfasste zuletzt die Ortsobrigkeit über den Markt Ysper, den Markt Altenmarkt, den Markt Nöchling, und dann die Ämter Amt nächst Altenmarkt, Wimberg, Kappeleramt, Gulling, Haselau, Urthall, Loosenegg, Stiegeramt, St. Oswald, Niederndorf, Mitterndorf, Forstamt, Dorfstetten, Wimberg-Dorfstetten, Fünfling, Artneramt, Baumgartenberg und Amt Hirschenau. Der Sitz der Verwaltung befand sich im Schloss Rorregg.

## Geschichte
Der letzte Inhaber der k.k. Patrimonialherrschaft war Kaiser Ferdinand I. Mit den Reformen 1848/1849 wurde die Herrschaft aufgelöst.